# 딥 레드
《딥 레드》(이탈리아어: Profondo rosso, 영어: Deep Red 또는 The Hatchet Murders)는 1975년 개봉한 이탈리아의 잘로 영화이다. 다리오 아르젠토가 감독과 공동 각본을 맡았다. 대한민국에서는 영화 《서스페리아》(1977) 이후에 소개되어 서스페리아 2라는 이름으로 개봉했다.

## 줄거리
1956년 크리스마스에 한 가정집에서 인영으로만 나타나는 누군가 다른 사람을 찌른 뒤 바닥에 칼이 떨어지고, 가까이 있던 아이가 비명을 지른다. 
20년 뒤 로마에서 열린 초심리학 학회에서 독일인 영매 헬가 울만은 관객 중에 정신이 뒤틀린 살인마가 있으며 또 살인을 저지를 참이라면서 두려움에 떨며 비명을 지른다. 후에 헬가는 연인인 정신과 의사 조르다니 교수에게 살인자를 식별할 수 있다고 말하고, 이를 누군가 엿듣는다.
밤에 검정색 장갑을 낀 자가 헬가의 집을 찾아가 헬가를 푸주칼로 난도질한 뒤 헬가가 역행 인지(retrocognition)를 통해 알게 된 살인마의 행각을 적은 종이를 챙긴다. 같은 시각 영국인 재즈 피아노 연주자 마커스 데일리는 집으로 돌아오다가 창을 통해 이웃 헬가가 공격을 당해 유리창의 부서진 유리에 목이 뚫리는 참상을 보게 된다. 헬가의 집에선 초상화 한 점이 사라진 것으로 보인다. 마커스는 기자 잔나 브레치가 찍은 그의 사진과 함께 언론에 사건 주요 증인으로 소개된다.
마커스는 늘상 과음하는 게이 친구 카를로의 집을 찾아갔다가 특이한 어머니 마르타를 만난다. 그 밤에 살인마가 마커스 집 밖에 와서 단조로운 선율이 반복되는 동요를 튼다. 다행히 마커스는 현관문을 잠가 살인마의 침입을 막지만 살인마는 곧 그를 죽이겠다고 경고한다. 조르다니는 헬가 역시 동요를 언급했음을 확인해주고, 과거 범인에게 트라우마를 안긴 사건과 연관이 있을 것으로 추정한다. 마커스는 동요가 흘러나오는 귀신 들린 집 전설이 소개된 책을 추천받고, 도서관에서 그 책을 찾아내 집 사진이 나온 장을 몰래 뜯어낸다. 잔나는 마커스를 위험에 빠뜨린 걸 미안해하며 조사를 돕는다.
마커스는 책의 작가 아만다 리게티를 찾아가려고 하지만 마커스를 지켜보던 살인마가 리게티의 자택에 먼저 도착해 뜨거운 물을 채운 욕조에서 익사시킨다. 숨이 끊기기 전 리게티는 김이 서린 벽에 손가락 끝으로 무언가를 쓴다. 
마커스는 사진을 토대로 폐가를 찾아내고 건식벽을 벗겨내어 살해된 남자와 크리스마스 트리 옆에서 피가 묻은 칼을 쥐고 있는 한 소년의 모습을 묘사한 어린아이의 벽화를 발견한다. 마커스가 방에서 나간 뒤 헐겁게 붙어 있던 벽 조각이 더 떨어지면서 그림에 세 번째 인물이 존재함이 드러난다.
리게티 피살 현장을 찾은 조르다니는 추리 끝에 뜨거운 물을 틀어 벽에 김이 서리게 하여 리게티가 남겼던 메시지를 확인하지만 이는 “범인은”에서 끊겨 있다. 후에 홀로 사무실에 있던 조르다니는 갑자기 문을 밀고 들어온 큰 자동 인형에 잠시 정신이 팔렸다가 범인에게 당해 벽난로 위 선반과 테이블에 입이 찧긴 뒤 목을 찔려 사망한다.
사진과 달리 현재 집에는 창문 하나가 없음을 깨달은 마커스는 복도 끝에서 벽을 세워 분할해 둔 숨은 방을 찾아내고 그 안에서 크리스마스 트리와 건조된 시체 한 구를 발견한다. 그때 누군가 마커스를 때려 정신을 잃게 하고 불을 지른다. 하지만 마침 마커스의 메시지를 듣고 찾아온 잔나가 마커스를 끌고 나온다. 관리인 거처에서 경찰에 전화를 하고 기다리던 중 마커스는 관리인의 어린 딸 올가가 벽에서 본 그림과 똑같은 그림을 그려 놓은 것을 발견한다. 올가는 학교에서 벌로 기록 보관소를 청소하던 중 보게 된 그림을 따라 그린 것이라고 말한다.
학교에 간 마커스와 잔나는 그 그림이 카를로가 어린 시절에 그린 그림임을 알게 된다. 경찰에 전화를 거는 잔나 앞에 카를로가 나타나 칼로 배를 찌르고 마커스에게 총을 겨눈다. 그러나 총을 쏘기 전 경찰이 나타나고, 카를로는 학교 벽을 기어올라 도로로 도망쳤다가 지나가는 트럭에 실린 철근에 옷이 걸리는 바람에 한참 끌려간 끝에 다른 차에 머리를 밟혀 사망한다. 잔나는 병원에 입원한다. 
마커스는 헬가가 사망한 밤에 술에 심하게 취한 채로 반대 방향에서 걸어오던 카를로를 마주쳤던 걸 기억하고 카를로가 범인일 수 없다는 걸 깨닫는다. 헬가의 아파트로 돌아온 마커스는 자신이 살인 사건이 일어났던 밤에 헬가의 아파트에서 봤다고 생각했던 초상화가 실은 거울에 비친 살인마의 상이었음을 깨닫는다. 그 순간 마커스의 뒤에서 카를로의 어머니 마르타가 푸주칼을 들고 나타난다. 마르타는 어린 카를로가 동요 음반을 튼 직후 자신을 정신 병원에 재입원시키겠다고 하는 남편을 살해했고, 그가 죽기 전 몸에서 식칼을 빼내자 카를로는 충격 속에서 이를 손에 쥐었으며, 후에 이 비극을 그림으로 그렸고, 커서는 기억을 억누르기 위해 술에 의지했고, 마르타의 비밀을 감춰주려고 마커스와 잔나를 공격했던 것이다.  
마르타는 푸주칼을 들고 마커스에게 덤벼들지만 그만 목걸이가 승강기통 빗장에 걸려 버린다. 마커스가 다급히 승강기 단추를 눌러 승강기를 밑으로 내려보내면서 마르타의 목이 잘린다. 영화는 마커스가 마르타의 피가 고인 웅덩이를 응시하는 가운데 끝이 난다.

## 출연진
- 데이비드 헤밍스
- 다리아 니콜로디
- 가브리엘레 라비아
- 마카 메릴
- 에로스 파니
- 줄리아나 칼란드라
- 클라라 칼라마이
- 글라우코 마우리
- 푸리오 메니코니
- 풀비오 민고치

## 기타 제작진
- 미술: 주세페 바산
- 의상: 엘레나 만니니